# Shiojiri-shuku

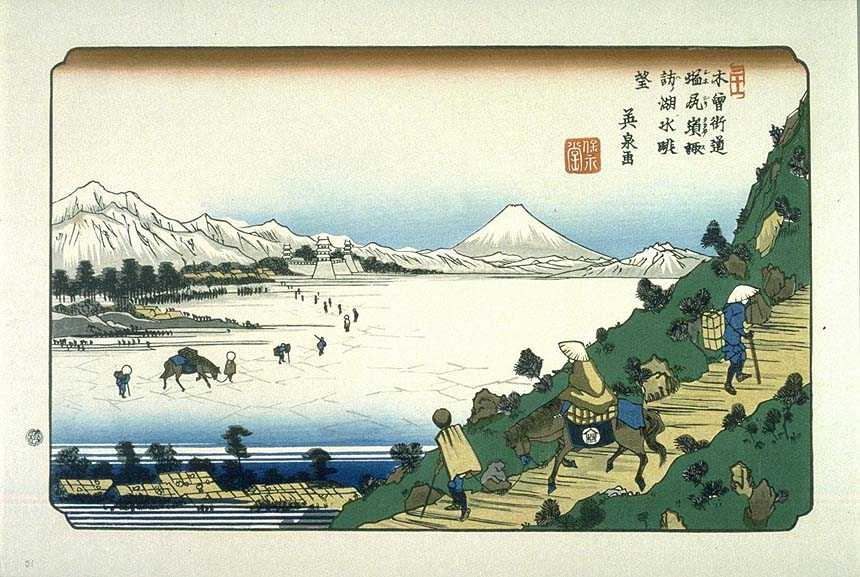
Shiojiri-shuku, estampe de Keisai Eisen de la série Les Soixante-neuf Stations du Kiso Kaidō.

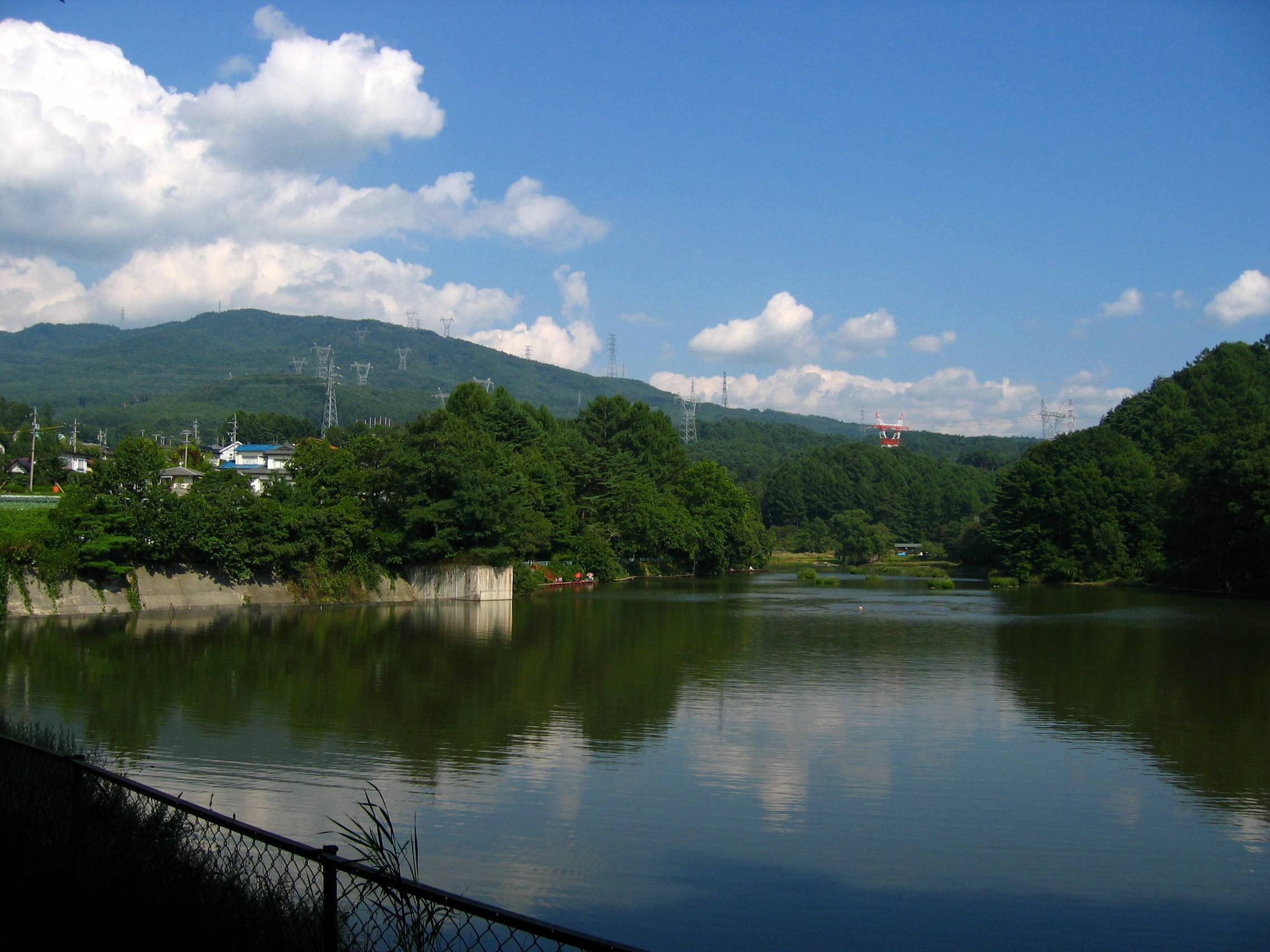
Le lac Midoriko près du col de Shiojiri, à l'est de Shiojiri-shuku.

Shiojiri-shuku (塩尻宿, Shiojiri-shuku) était la trentième des soixante-neuf stations du Nakasendō. Elle est située au centre de la ville moderne de Shiojiri, préfecture de Nagano au Japon.

## Histoire
L'endroit fut construit à l'origine par Ōkubo Nagayasu durant l'ère Keichō au début de la période Edo. Il existait le long du Nakasendō une route plus courte qui reliait directement Shimosuwa-shuku à Niekawa-juku mais la route fut modifiée pour inclure cette shukuba, ainsi que Seba-juku et Motoyama-juku après la mort d'Ōkubo. Finalement, cette étape devint la station qui reliait Shimosuwa-shuku et Seba-juku. Du temps de sa période la plus active, il y avait plus de 70 bâtiments dans la ville qui prospérait en étant un des kokudaka du domaine de Matsumoto. Du fait de sa taille, la station fut divisée en « partie haute », « partie centrale » et « partie basse ». Durant l'ère Meiji, un grand incendie détruisit presque toute la ville.
La station servait aussi de terminus pour le Shio no Michi, une route commerciale qui apportait le sel à l'intérieur du Japon. Les archives indiquent qu'en 1843 Shiojiri-juku comptait 794 résidents et 166 bâtiments, dont un honjin, un honjin secondaire et 75 hatago.

## Stations voisines
Nakasendō
Shimosuwa-shuku – Shiojiri-shuku – Seba-juku
Shio no Michi's Sanshū Kaidō
Shiojiri-shuku (point de départ) – Ono-juku